# Botanophila purpurea
Botanophila purpurea är en tvåvingeart som beskrevs av Masayoshi Suwa 1977. Botanophila purpurea ingår i släktet Botanophila och familjen blomsterflugor.
Artens utbredningsområde är Nepal. Inga underarter finns listade i Catalogue of Life.